# Welsh Premier League 2017-2018
La Welsh Premier League 2017-2018 è stata la 26ª edizione della massima serie del campionato di calcio gallese.

## Stagione

### Novità
Il Rhyl e l'Airbus UK Broughton sono retrocessi nella Welsh Football League Division One e sono promossi in Welsh Premier League il Prestatyn e il Barry.

### Regolamento
Le 12 squadre si affrontano in un girone di andata e ritorno, per un totale di 22 giornate. Al termine, le squadre sono divise in due gruppi di sei, in base alla classifica. Ogni squadra incontra le altre del proprio gruppo, in partite di andata e ritorno, per un totale di altre 10 giornate.
La squadra campione è ammessa al secondo turno di qualificazione della UEFA Champions League 2018-2019.
La seconda classificata è ammessa al primo turno di qualificazione della UEFA Europa League 2018-2019.
Le squadre classificate dal terzo al sesto posto partecipano ai play-off per l'assegnazione di un altro posto nel primo turno di qualificazione della UEFA Europa League 2018-2019.
L'11ª e la 12ª classificata sono retrocesse direttamente in Cymru Alliance o in Welsh Football League Division One.

## Squadre partecipanti
| Club                            | Città         | Stadio                          | Stagione precedente                            |
| ------------------------------- | ------------- | ------------------------------- | ---------------------------------------------- |
| Aberystwyth Town                | Aberystwyth   | Park Avenue                     | 10º posto in Premier League                    |
| Bala Town                       | Bala          | Maes Tegid                      | 3º posto in Premier League                     |
| Bangor City                     | Bangor        | Farrar Road Stadium             | 4º posto in Premier League                     |
| Barry Town                      | Barry         | Jenner Park                     | 1º posto in Welsh Football League Division One |
| Cardiff Metropolitan University | Cardiff       | Cyncoed Campus Artificial Pitch | 6º posto in Premier League                     |
| Carmarthen Town                 | Carmarthen    | Richmond Park                   | 5º posto in Premier League                     |
| Connah's Q.N.                   | Connah's Quay | Deeside Stadium                 | 2º posto in Premier League                     |
| Llandudno                       | Llandudno     | Maesdu Park                     | 9º posto in Premier League                     |
| Cefn Druids                     | Cefn Mawr     | Rhosymedre Stadium              | 8º posto in Premier League                     |
| Newtown                         | Newtown       | Latham Park                     | 7º posto in Premier League                     |
| Prestatyn Town                  | Prestatyn     | Bastion Road                    | 1º posto in Cymru Alliance                     |
| The New Saints                  | Oswestry      | Park Hall                       | Campione del Galles                            |

## Stagione regolare

### Classifica finale
|  | Pos. | Squadra                         | Pt | G  | V  | N | P  | GF | GS | DR  |
|  | ---- | ------------------------------- | -- | -- | -- | - | -- | -- | -- | --- |
|  | 1.   | The New Saints                  | 53 | 22 | 17 | 2 | 3  | 58 | 22 | +36 |
|  | 2.   | Connah's Q.N.                   | 41 | 22 | 12 | 5 | 5  | 35 | 20 | +15 |
|  | 3.   | Bangor City                     | 39 | 22 | 12 | 3 | 7  | 36 | 24 | +12 |
|  | 4.   | Bala Town                       | 39 | 22 | 12 | 3 | 7  | 26 | 29 | -3  |
|  | 5.   | Cardiff Metropolitan University | 38 | 22 | 11 | 5 | 6  | 35 | 17 | +18 |
|  | 6.   | Cefn Druids                     | 31 | 22 | 8  | 7 | 7  | 23 | 25 | -2  |
|  | 7.   | Llandudno                       | 28 | 22 | 7  | 7 | 8  | 22 | 20 | +2  |
|  | 8.   | Newtown                         | 27 | 22 | 8  | 3 | 11 | 32 | 35 | -3  |
|  | 9.   | Barry Town                      | 27 | 22 | 8  | 3 | 11 | 20 | 25 | -5  |
|  | 10.  | Aberystwyth Town                | 22 | 22 | 6  | 4 | 12 | 31 | 41 | -10 |
|  | 11.  | Prestatyn Town                  | 15 | 22 | 4  | 3 | 15 | 23 | 53 | -30 |
|  | 12.  | Carmarthen Town                 | 12 | 22 | 3  | 3 | 16 | 16 | 46 | -30 |

Legenda:
      Ammesse alla poule scudetto
      Ammesse alla poule retrocessione
Note:

Tre punti a vittoria, uno a pareggio, zero a sconfitta.

### Risultati

#### Tabellone
|                  | Abe | Bal | Ban | Bar | CaM | Car | Con | ECD | Lla | New | Pre | TNS |
| ---------------- | --- | --- | --- | --- | --- | --- | --- | --- | --- | --- | --- | --- |
| Aberystwyth Town | ––– | 1-2 | 2-3 | 0-0 | 0-2 | 1-2 | 4-2 | 1-0 | 0-2 | 3-0 | 7-1 | 1-2 |
| Bala Town        | 1-1 | ––– | 0-1 | 2-0 | 2-1 | 0-4 | 1-1 | 2-1 | 2-1 | 3-0 | 1-0 | 0-3 |
| Bangor City      | 3-2 | 5-0 | ––– | 0-1 | 2-3 | 1-0 | 1-0 | 0-1 | 0-1 | 3-1 | 1-0 | 5-2 |
| Barry Town       | 1-1 | 0-1 | 1-1 | ––– | 1-0 | 3-1 | 0-1 | 1-3 | 2-0 | 2-0 | 4-0 | 0-1 |
| Cardiff MU       | 1-1 | 1-2 | 3-1 | 3-0 | ––– | 5-0 | 0-0 | 1-1 | 1-0 | 2-0 | 2-1 | 0-0 |
| Carmarthen Town  | 1-0 | 0-1 | 0-0 | 1-2 | 0-2 | ––– | 1-2 | 0-1 | 0-0 | 0-2 | 0-3 | 0-5 |
| Connah's Quay    | 5-1 | 1-0 | 0-2 | 3-0 | 1-0 | 3-1 | ––– | 1-1 | 1-1 | 4-0 | 2-1 | 2-2 |
| Cefn Druids      | 2-0 | 3-0 | 0-2 | 2-1 | 0-3 | 0-0 | 0-1 | ––– | 0-0 | 0-0 | 2-2 | 1-3 |
| Llandudno        | 2-3 | 1-1 | 0-0 | 1-0 | 0-0 | 3-0 | 1-0 | 1-2 | ––– | 2-1 | 2-2 | 0-1 |
| Newtown          | 4-0 | 1-3 | 1-2 | 3-0 | 3-2 | 4-1 | 0-1 | 1-1 | 2-1 | ––– | 3-0 | 2-3 |
| Prestatyn Town   | 1-2 | 0-2 | 4-2 | 1-0 | 0-2 | 3-2 | 0-4 | 1-2 | 1-3 | 0-0 | ––– | 1-4 |
| The New Saints   | 4-0 | 3-0 | 2-1 | 0-1 | 2-1 | 5-2 | 3-0 | 4-0 | 1-0 | 2-4 | 6-1 | ––– |

## Poule scudetto
Le squadre mantengono i punti conquistati nella stagione regolare.

### Classifica
|                   | Pos. | Squadra                         | Pt | G  | V  | N | P  | GF | GS | DR  |
| ----------------- | ---- | ------------------------------- | -- | -- | -- | - | -- | -- | -- | --- |
| Galles (bandiera) | 1.   | The New Saints                  | 74 | 32 | 23 | 5 | 4  | 83 | 32 | +51 |
|                   | 2.   | Bangor City                     | 60 | 32 | 19 | 3 | 10 | 49 | 32 | +17 |
|                   | 3.   | Connah's Q.N.                   | 57 | 32 | 17 | 6 | 9  | 46 | 29 | +17 |
|                   | 4.   | Bala Town                       | 49 | 32 | 15 | 4 | 13 | 37 | 48 | -11 |
|                   | 5.   | Cefn Druids                     | 44 | 32 | 12 | 8 | 12 | 38 | 41 | -3  |
|                   | 6.   | Cardiff Metropolitan University | 43 | 32 | 12 | 7 | 13 | 46 | 41 | +5  |

Legenda:

      Campione del Galles e ammessa alla UEFA Champions League 2018-2019

      Ammessa alla UEFA Europa League 2018-2019

 Ammessa allo spareggio Europa League

### Risultati
|                | Bal  | Ban  | CaM  | Con  | ECD  | TNS  |
| -------------- | ---- | ---- | ---- | ---- | ---- | ---- |
| Bala Town      | –––– | 1-2  | 1-0  | 0-1  | 1-0  | 1-4  |
| Bangor City    | 1-2  | –––– | 3-0  | 1-0  | 1-0  | 1-0  |
| Cardiff MU     | 4-3  | 1-2  | –––– | 0-2  | 1-3  | 1-1  |
| Connah's Quay  | 1-1  | 1-0  | 3-0  | –––– | 2-1  | 0-1  |
| Cefn Druids    | 3-1  | 0-2  | 3-1  | 2-0  | –––– | 2-2  |
| The New Saints | 3-0  | 3-0  | 3-3  | 3-1  | 5-1  | –––– |

## Poule retrocessione
Le squadre mantengono i punti conquistati nella stagione regolare.

### Classifica
|  | Pos. | Squadra          | Pt | G  | V  | N | P  | GF | GS | DR  |
|  | ---- | ---------------- | -- | -- | -- | - | -- | -- | -- | --- |
|  | 7.   | Barry Town       | 53 | 32 | 16 | 5 | 11 | 39 | 31 | +8  |
|  | 8.   | Newtown          | 40 | 32 | 12 | 4 | 16 | 52 | 55 | -3  |
|  | 9.   | Aberystwyth Town | 37 | 32 | 10 | 7 | 15 | 47 | 56 | -9  |
|  | 10.  | Llandudno        | 36 | 32 | 9  | 9 | 14 | 39 | 44 | -5  |
|  | 11.  | Carmarthen Town  | 29 | 32 | 8  | 5 | 19 | 35 | 62 | -27 |
|  | 12.  | Prestatyn Town   | 19 | 32 | 4  | 7 | 21 | 27 | 67 | -40 |

Legenda:
 Ammessa allo spareggio Europa League
      Retrocessa in Cymru Alliance 2017-2018 o in Welsh Football League Division One 2017-2018
Note:

Tre punti a vittoria, uno a pareggio, zero a sconfitta.

### Risultati

#### Tabellone
|                  | Abe   | Bar   | Car   | Lla   | New   | Pre   |
| ---------------- | ----- | ----- | ----- | ----- | ----- | ----- |
| Aberystwyth Town | ----- | 0-2   | 1-1   | 3-1   | 5-3   | 1-1   |
| Barry Town       | 3-1   | ----- | 1-0   | 4-1   | 1-1   | 2-0   |
| Carmarthen Town  | 3-3   | 0-1   | ----- | 3-2   | 3-2   | 3-1   |
| Llandudno        | 1-0   | 2-3   | 3-2   | ----- | 3-4   | 2-2   |
| Newtown          | 0-1   | 1-2   | 2-3   | 3-2   | ----- | 3-0   |
| Prestatyn Town   | 0-1   | 0-0   | 0-1   | 0-0   | 0-1   | ----- |

## Play-off per l'Europa League
Tutte le sfide si disputano in gara unica, in casa della squadra con il miglior piazzamento in classifica.

### Semifinale
|                                 | Risultati |            | Luogo e data                             |
| ------------------------------- | --------- | ---------- | ---------------------------------------- |
| Cardiff Metropolitan University | 4 - 1     | Barry Town | Cyncoed Campus (Cardiff), 12 maggio 2018 |
|                                 |           |            |                                          |

### Finale
|             | Risultati |                                 | Luogo e data                                   |
| ----------- | --------- | ------------------------------- | ---------------------------------------------- |
| Cefn Druids | 1 - 0     | Cardiff Metropolitan University | Rhosymedre Stadium (Cefn Mawr), 20 maggio 2018 |
|             |           |                                 |                                                |